# Питт (остров)
Питт или Рангиаириа (англ. Pitt Island) — второй по величине остров архипелага Чатем. Принадлежит Новой Зеландии.

## География
Площадь острова — 62 км². Остров имеет холмистый рельеф, высочайшая точка — небольшая гора Ваихере (241 метр над уровнем моря).

## История
Остров был открыт в 1791 году.

## Население
Посёлок Кахуитара-Пойнт (Kahuitara Point). Население — 45 человек (2006).